# Hampus Gustafsson (ishockeyspelare född 1993)
Hampus Gustafsson, född 26 oktober 1993 i Ljungby, är en svensk professionell ishockeyspelare som spelar för Hershey Bears i AHL.